# Autoversicherung
Unter einer Autoversicherung werden umgangssprachlich verschiedene Versicherungen aus dem Umfeld eines Personenkraftwagen verstanden. Neben der Versicherung von Personenkraftwagen existieren weitere Versicherungen wie beispielsweise die Motorradversicherung.
Zu den üblichen Versicherungen rund um das Auto/Fahrzeug gehören:
- Kfz-Haftpflichtversicherung (Schweiz: Motorfahrzeughaftpflichtversicherung)
- Kaskoversicherung (Teilkasko/Vollkasko)
- Schutzbrief
- Insassenunfallversicherung
- Verkehrs-Rechtsschutzversicherung

Die Kraftfahrzeughaftpflichtversicherung gehört in den meisten Ländern zu den Pflichtversicherungen und dient dem finanziellen Schutz von Unfallgeschädigten. Daher muss in der Regel jeder Fahrzeughalter eines Kraftfahrzeugs eine Haftpflichtversicherung abschließen, um ein Kraftfahrzeug im Straßenverkehr bewegen zu dürfen. Die anderen Versicherungsarten sind freiwillig. Für Youngtimer und Oldtimer gibt es spezielle Tarife.

## Geschichte
Der österreichisch-ungarische Gesetzgeber hatte im k.u.k. Gesetz vom 9. August 1908 über die Haftung von Schäden aus dem Betrieb von Kraftfahrzeugen die „Lenker und Eigentümer“ (außer bei Überlassung an Dritte und Militärfahrzeuge sowie Diebstahl) für Schaden eines „nicht auf Schienen bewegten Straßenfahrzeuges (Kraftfahrzeuges)“ haftbar gemacht. Schäden an nichtentgeltlich beförderten Personen (Beifahrer) waren von Haftung ausgenommen (§4), ebenso griff das Gesetz nicht für Fahrzeuge unter 25 km/h. Personen, die das Fahrzeug „in Ausübung ihres vertragsmäßigen Dienstes“ lenken, waren nach §11 in der Regel über die betriebliche Haftpflicht zu versichern und der der Eigentümer galt als „Unternehmer des versicherungspflichtigen Betriebes“.
Franz Kafka hat in seinem Bericht 1908 über die „Einbeziehung der privaten Automobilbetriebe in die Versicherungspflicht“ ebendiese kritisiert, da die versicherungsrechtliche Einordnung in Gefahrenklassen erhebliche Schwierigkeiten verursache.